# Kävlinge
Kävlinge [̌cɛːvliŋə] ist eine Ortschaft (tätort) in der südschwedischen Provinz Skåne län und Hauptort der gleichnamigen Gemeinde.

## Geschichte
Die Siedlung entstand vermutlich auf Grund einer hier befindlichen flachen Stelle im Fluss Kävlingeån. In seiner Nähe sammelten sich 1676 die schwedischen Truppen, um kurz darauf gegen die Dänen die Schlacht bei Lund zu schlagen. Später entstand an gleicher Stelle eine Brücke. Kävlinge wurde erst Minderstadt (köping) und bei der Gemeindereform von 1971 Hauptort der Gemeinde, die mit der ehemaligen Gemeinde Löddeköpinge zusammengelegt wurde.

## Verkehr
Kävlinge war und ist ein wichtiger Eisenbahnknotenpunkt. Zuerst entstand die Strecke nach Malmö, welche 1886 eröffnet wurde. Im selben Jahr wurde auch eine Teilstrecke nach Lund und 1893 die Strecke nach Landskrona eingeweiht. Nach 1906 entstanden Strecken nach Sjöbo und nach Barsebäckshamn, die aber um 1950 stillgelegt wurden, da sie sich als nicht lohnend erwiesen.
Im April 1996 entgleiste in Kävlinge ein Zug mit Ammoniakwagen. Deshalb mussten etwa 9000 Personen evakuiert werden, was eine der umfassendsten Evakuierungen im Schweden der Neuzeit war.

## Söhne und Töchter der Stadt
- Kim Andersson (* 1982), Handballspieler
- Anton Månsson (* 1989), Handballspieler